# Bear Creek Pioneers Park
Bear Creek Pioneers Park es un parque que se encuentra en Houston, Texas, en 3535 War Memorial Drive. A veces también se le llama "Harris County Bear Creek Park", o simplemente "Bear Creek Park".

## Historia
Bear Creek Pioneers Park fue creado en la década de 1940 por United States Army Corps of Engineers para evitar inundaciones como la sucedida en Houston en 1935. Bear Creek Pioneers Park ocupa una porción de Addicks Reservoir, que previamente era una tierra que fue usada durante 100 años por granjeros inmigrantes de origen alemán y sus descendientes. En 1965, Harris County rentó 2.154 hectáreas de la reserva y comenzó el desarrollo del parque.
cuenta con caminos, un pequeño zoológico (incluyendo búfalos, un avestruz, emú) una zona aviaria, canchas de fútbol, canchas de tenis, pabellones de pícnic, y cientos de mesas de pícnic y asadores. Cerca de la zona aviaria, se pueden ver patos caminando libremente alrededor de un laguito. El parque tiene baños públicos y fuentes. Las horas de acceso son de las 7:00am hasta 10:00pm todos los días de la semana. La entrada es gratuita aunque el acceso a los pabellones debe concertarse previa reserva. Las mesas de pícnic y los asadores son de uso público. El parque no tiene ventas por lo cual los visitantes deben traer su propia comida y bebida si planean comer.

## Descripción del parque
Bear Creek Pioneers Park tiene 2.168 hectáreas de tamaño, y tiene calles pavimentadas y lugares de estacionamiento los cuales pueden ser utilizados por los visitantes. El parque también cuenta con caminos, un pequeño zoológico (incluyendo búfalos, un avestruz, emú) una zona aviaria, canchas de fútbol, canchas de tenis, pabellones de pícnic, y cientos de mesas de pícnic y asadores. Cerca de la zona aviaria, se pueden ver patos caminando libremente alrededor de un laguito. El parque tiene baños públicos y fuentes. Las horas de acceso son de las 7:00am hasta 10:00pm todos los días de la semana. La entrada es gratuita aunque el acceso a los pabellones debe concertarse previa reserva. Las mesas de pícnic y los asadores son de uso público.

## Origen del nombre del parque
Bear Creek Pioneers Park obtiene su nombre de uno de los riachuelos que fluye dentro del área. Aunque el parque se llama Bear Creek Pioneers Park, el zoológico carece de osos.

## Harris County War Memorial
El Harris County War Memorial (Recordatorio de Guerra de Harris County) se encuentra en este parque, junto a la entrada de Eldridge Parkway. El Recordatorio de Guerra fue construido en 1985 para rendirle honor a los residentes identificados que perdieron sus vidas en la Primera Guerra Mundial y las guerras desde entonces. Los servicios del recordatorio toman lugar todos los Memorial Day a las 2:00p.m. (hora local).